# میدان جنگ (فیلم ۱۹۴۹)
میدان جنگ (به انگلیسی: Battleground) فیلمی ۱۱۸ دقیقه‌ای به کارگردانی ویلیام ولمن با بازی ون جانسون محصول کشور بریتانیا است.